# Société de transport du Sahel
La Société de transport du Sahel (arabe : شركة النقل بالساحل) ou STS est une entreprise publique dont l'activité est d'assurer le transport de voyageurs par autobus dans la région du Sahel tunisien, notamment les gouvernorats de Sousse, Monastir et Mahdia.
Elle assure la liaison entre ces régions et d'autres gouvernorats du pays par le biais de lignes quotidiennes régulières.

## Historique

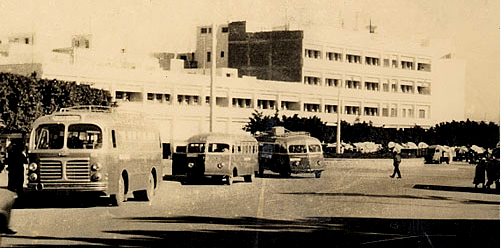
Première station à Bab Bhar au début des années 1960.

Le jeune État tunisien fonde en 1958 le « Transport municipal du Sahel à Sousse », l'ancêtre de la STS.
Face à la croissance économique, l'administration opte pour une société régionale de transport de voyageurs et de marchandises pour chaque gouvernorat du pays. C'est ainsi que la « Société régionale de transport de Sousse » est créée le 5 janvier 1963 avant d'être renommée en « Société de transport du Sahel » en 1970.